# جيري داي
جيري داي (بالإنجليزية: Gerry Day)‏ هي كاتِبة وكاتبة سيناريو أمريكية، ولدت في 27 يناير 1922 في لوس أنجلوس في الولايات المتحدة، وتوفي بنفس المكان في 13 فبراير 2013 بسبب سرطان.

## وصلات خارجية
- جيري داي على موقع IMDb (الإنجليزية)
- جيري داي على موقع ألو سيني (الفرنسية)
- جيري داي على موقع أول موفي (الإنجليزية)
- جيري داي على موقع قاعدة بيانات الأفلام السويدية (السويدية)
- جيري داي على موقع قاعدة بيانات الفيلم (الإنجليزية)
- جيري داي على موقع كينوبويسك (الروسية)